# レックス・ハリソン
レックス・ハリソン（Rex Harrison KBE、本名: Reginald Carey Harrison、1908年3月5日 - 1990年6月2日）は、イギリスの俳優。レックス・ハリスンとも表記される。

## 来歴
イングランドのハイトン（Huyton：当時はランカシャー州、現在はマージーサイド州）出身。父は絹仲買人。子供の頃にかかった麻疹のせいで左目の視力をほとんど失う。リヴァプール・カレッジで学んだ。1924年にリヴァプールのレパートリー劇場で初舞台を踏むが、第二次世界大戦に従軍したため、一時期そのキャリアはストップする。1930年にロンドンの舞台に進出、1936年にはブロードウェイの舞台に立った。主に都会派コメディで活躍した。1940年代には『陽気な幽霊』、『アンナとシャム王』、『幽霊と未亡人』といった名作に出演、上品で洗練された個性で多くの女性ファンを獲得した。1949年と1957年にトニー賞を受賞。1964年公開の『マイ・フェア・レディ』では、1956年にブロードウェイで初演したヒギンズ教授役でアカデミー主演男優賞およびゴールデングローブ賞 主演男優賞 (ミュージカル・コメディ部門)を受賞。自身最高の当り役となった。

### 私生活
プレイボーイとしても名を馳せ、リリー・パルマー、ケイ・ケンドール、レイチェル・ロバーツなど生涯に6度の結婚をし、レクシー・ハリソン（レックスとセクシーを合成させた）の異名をとった。
1942年、最初の妻Colette Thomasと離婚。翌年女優のリリー・パルマーと再婚し、舞台や映画で共演した。しかし1948年、リリー・パルマーと婚姻中、愛人であったキャロル・ランディスが自殺未遂を起こし、その後死亡するという事件が起こる。ハリソンから妻との離婚を断られたランディスの自殺が未遂に終わったその晩、二人は共に過ごし、翌日の午後になってバスルームで亡くなっている彼女をハリソンと女中が発見する。遺体発見から数時間、ハリソンは救急と警察に連絡しなかった。その理由について、ランディスは母親に宛てたものとハリソンに宛てたものの計二通の遺書を残しており、ハリソンが自らの弁護士に指示して2通目の遺書を廃棄させるために通報を遅らせたものと報道された。警察の捜査のなかで彼は「2通目の遺書については知らない」と説明したが、彼女の遺族はランディスの死は決して自殺ではなく何者かに殺害されたと確信しているとして現在も公式ホームページ上で異議を唱えている。このスキャンダルでハリソンはフォックスとの契約を切られてしまい映画界では1951年まで干されたが、舞台俳優としては愛人の自殺事件が起こった1948年も仕事がキャンセルされることも無く、翌年の1949年にはトニー賞を受賞するなど順調そのもので、彼の活躍の場が失われることはなかった。その後に1954年に映画で共演後から愛人関係にあったケイ・ケンドールの死期が近いことがわかったため、パルマーがケンドールの深刻な病状に同情し、彼女の願いを叶える為に1957年に離婚に応じ、ハリソンはケイ・ケンドールと再婚した。ケンドールは1959年に病死した。1962年にレイチェル・ロバーツと結婚するも1971年に離婚（レイチェル・ロバーツはハリソンとの復縁が叶わず1980年に自殺）、同年ソーシャライトのエリザベス・ハリスと結婚するも1975年に離婚、1978年に30歳年下のマーサ・ティンカーと結婚する。2人の結婚生活は1990年に彼が死亡するまで続いた。

## 主な出演作品
| 公開年 | 邦題 原題                                                  | 役名                             | 備考                                                                                        |
| ------ | ---------------------------------------------------------- | -------------------------------- | ------------------------------------------------------------------------------------------- |
| 1936   | 男は神に非ず Men Are Not Gods                              | トミー・ステイプルトン           |                                                                                             |
| 1937   | 茶碗の中の嵐 Storm in a Teacup                             | フランク・バードン               |                                                                                             |
| 1938   | セント・マーティンの小径 St. Martin's Lane                 | ハーリー・プレンティス           |                                                                                             |
| 1938   | 城砦 The Citadel                                           | フレデリック・ローフォード       |                                                                                             |
| 1939   | 月のかなたに Over the Moon                                 | フレディ・ジャーヴィス           |                                                                                             |
| 1940   | ミュンヘンへの夜行列車 Night Train to Munich               | ガス・ベネット                   |                                                                                             |
| 1945   | 陽気な幽霊 Blithe Sprit                                    | チャールズ                       |                                                                                             |
| 1945   | 大空に散る恋 I Live in Grosvenor Square                    | デヴィッド・ブルース             |                                                                                             |
| 1945   | 艶(いろ)ごと師 The Rake's Progress                         | ヴィヴィアン・ケンウェイ         |                                                                                             |
| 1946   | アンナとシャム王 Anna and the King of Siam                 | モンクット王                     |                                                                                             |
| 1947   | 幽霊と未亡人 The Ghost and Mrs. Muir                       | ダニエル・グレッグ               |                                                                                             |
| 1948   | 殺人幻想曲 Unfaithfully Yours                              | サー・アルフレッド・デ・カーター |                                                                                             |
| 1954   | 獅子王リチャード King Richard and the Crusaders            | Emir Hderim Sultan Saladin       |                                                                                             |
| 1955   | 完全なる良人 The Constant Husband                          | ウィリアム                       |                                                                                             |
| 1960   | 誰かが狙っている Midnight Lace                             | アンソニー・プレストン           |                                                                                             |
| 1961   | 楽しい泥棒日記 The Happy Thieves                           | ジミー・バーンズ                 |                                                                                             |
| 1963   | クレオパトラ Cleopatra                                     | ジュリアス・シーザー             |                                                                                             |
| 1964   | マイ・フェア・レディ My Fair Lady                          | ヘンリー・ヒギンズ               | アカデミー主演男優賞 受賞 ゴールデングローブ賞 主演男優賞 (ミュージカル・コメディ部門) 受賞 |
| 1964   | 黄色いロールス・ロイス The Yellow Rolls-Royce              | チャールズ・フリントン卿         |                                                                                             |
| 1965   | 華麗なる激情 The Agony and the Ecstasy                     | ユリウス2世                      |                                                                                             |
| 1966   | 三人の女性への招待状 The Honey Pot                         | セシル・シェリダン・フォックス   |                                                                                             |
| 1967   | ドリトル先生不思議な旅 Doctor Dolittle                     | ジョン・ドリトル先生             |                                                                                             |
| 1968   | パリの秘めごと A Flea in Her Ear                           | Victor Chandebisse               |                                                                                             |
| 1969   | ふたりは恋人 Staircase                                     | チャールズ                       |                                                                                             |
| 1977   | 王子と乞食 Crossed Swords                                  | ノーフォーク公                   |                                                                                             |
| 1979   | 泥棒も命がけ/1214カラット Shalimar                         | サー・ジョン・ロックスリー       |                                                                                             |
| 1979   | アシャンティ Ashanti                                       | ブライアン・ウォーカー           |                                                                                             |
| 1983   | タイム・トゥ・ダイ～地獄から帰った男～ A Time to Die       | ヴァン・オステン                 |                                                                                             |
| 1983   | ザ・キングフィッシャー/黄昏に恋して The Kingfisher         | セシル                           | テレビ映画                                                                                  |
| 1986   | アナスタシア/光・ゆらめいて Anastasia: The Mystery of Anna | キリル・ウラジーミロヴィチ       | テレビ映画                                                                                  |

## 参照
1. ↑  映画本編には出演しておらず、映画を宣伝するスターの一人として予告編にのみ出演。
2. ↑  Derry House, Huyton: Aaronson, Charles S, ed. 1969 International Television Almanac, Quigley Publications, New York, USA
3. ↑  Harrison, Rex (1975). Rex: An Autobiography. William Morrow. pp. 16, 122. ISBN 0-688-02881-0
4. ↑  “(Sir) Rex Harrison”.   filmreference.com. 2009年5月12日閲覧。
5. ↑  Sir Rex Harrison Biography at Biography.com
6. ↑  Mosby, Aline (1948年7月6日). “Carole Landis Mystery Death Clues Hunted”. Oakland Tribune. p. 1
7. ↑  Donnelley, Paul (2003). Fade To Black: A Book Of Movie Obituaries (2 ed.). Omnibus Press. pp. 445. ISBN 0-7119-9512-5
8. ↑  Parish, James Robert (2007). The Hollywood Book of Extravagance: The Totally Infamous, Mostly Disastrous, and Always Compelling Excesses of America's Film and TV Idols. John Wiley and Sons. pp. 34. ISBN 0-470-05205-8
9. ↑  Golden, Eve; Kendall, Kim Elizabeth (2002). The Brief, Badcap Life of Kay Kendall. University Press of Kentucky. pp. 155. ISBN 0-8131-2251-1
10. ↑  Pace, Eric (1990年6月3日). “Rex Harrison, a Leading Man With Urbane Wit, Dies at 82”. The New York Times. pp. 2 2009年5月12日閲覧。